# Aragats
O Monte Aragats (em armênio/arménio:  Արագած լեռ) é o pico mais alto da Armênia, localizado na província de Aragatsotn, a noroeste de Ierevan. É um vulcão extinto com quatro picos formando a borda da cratera do vulcão, e é um destino popular para alpinistas. Em vários pontos da montanha há vilas e residências, um exemplo é a cidade de Ashtarak, ao sul.